# Sikayu (Buayan)
Sikayu is een bestuurslaag in het regentschap Kebumen van de provincie Midden-Java, Indonesië. Sikayu telt 4928 inwoners (volkstelling 2010).